# کشاورزی در تگزاس

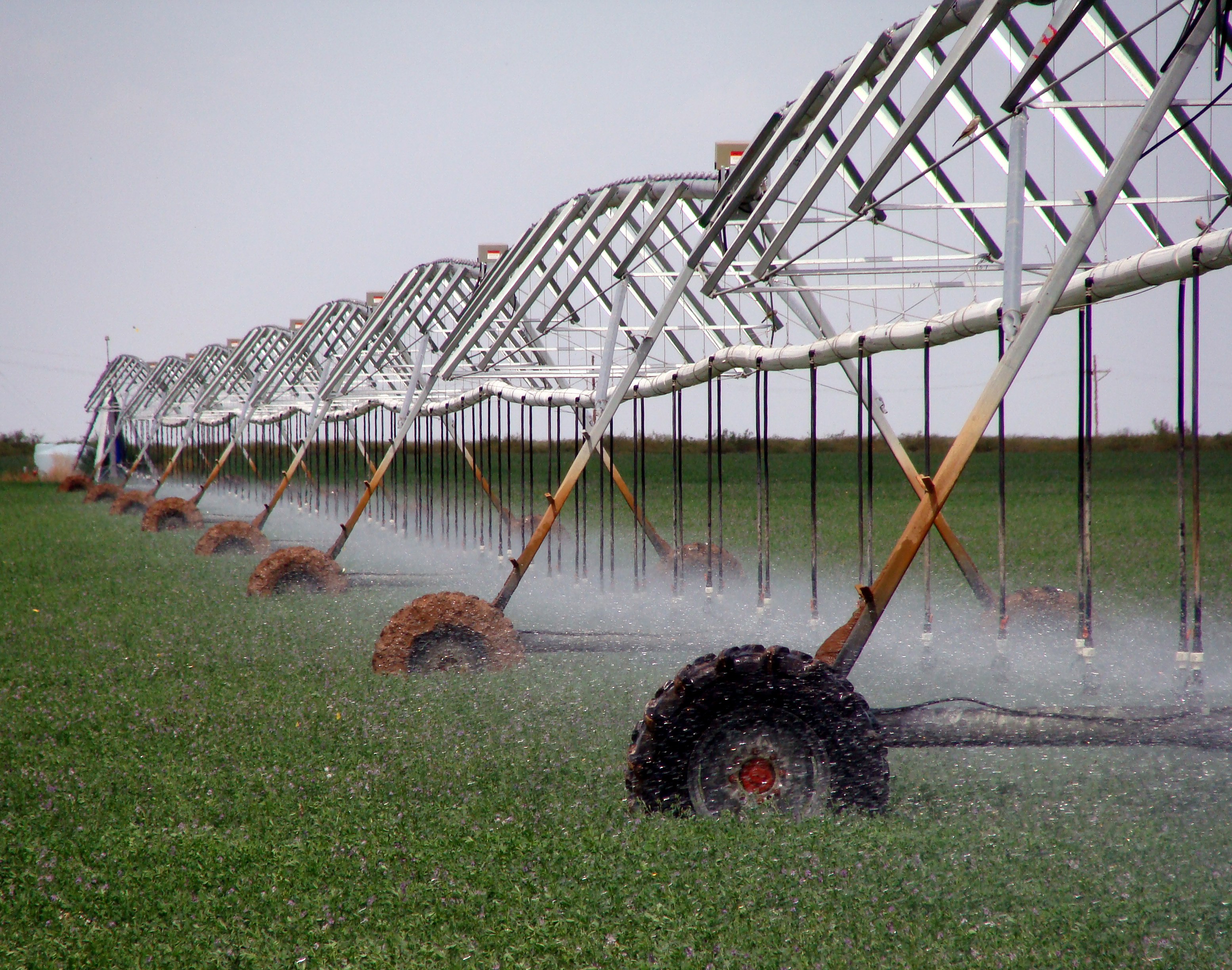
یک زمین زراعی در حال آبیاری شدن در غرب تگزاس

تگزاس یک ایالت با تولید بالای کشاورزیست. در دامداری و تولید پنبه در کشور در رتبه اول است، بطوریکه ۲۰٪ گوشت قرمز و ۲۹٪ پنبه کشور آمریکا از این ایالت است.
تگزاس در تولید گریپفروت، هندوانه، طالبی، و کلم نیز در کشور مقام نخست را دارد.
تگزاس در ۲۰۰۹ نزدیک به ۵۲٬۷۷۱٬۰۰۷ هکتار زمین تحت زراعت داشت، و ۲۴۷٬۵۰۰ مزرعه شمارش گردیدند. در این میان، در سال ۱۹۹۸، ۴۰ میلیارد دلار عاید اقتصاد تگزاس حاصل از کشاورزی گردید. در ۲۰۰۸، این رقم نزدیک به ۸۰ میلیارد دلار بود.
پنج محصول اول تگزاس بترتیب عبارتند از:
- پنبه
- سبزیجات گلخانه‌ای
- ذرت
- گندم
- یونجه

این ایالت همچنین در سال ۲۰۰۸ در تولیدات گاو و گوساله (۱۳٬۸۰۰٬۰۰۰ فقره) در آمریکا اول بود.